# Salicornia uniflora
Salicornia uniflora är en amarantväxtart som beskrevs av Toelken. Salicornia uniflora ingår i släktet glasörter, och familjen amarantväxter. Inga underarter finns listade i Catalogue of Life.